# Эндемизм у млекопитающих
Эндемизм у млекопитающих характерен прежде всего для материковых или островных территорий и участков, которые ограничены биотическими, климатическими или геологическими барьерами. Эндемиками в этом смысле подразумеваются те виды млекопитающих, ареал которых ограничен строго определённой территорией.
Наибольшее количество эндемичных видов отмечено в следующих странах: Индонезия (201 эндемик из 436 видов местной териофауны), Австралия (198 из 252), Мексика (140 из 450), США (101 из 428), Филиппины (97 из 153), Бразилия (96 из 394), Китай (77 из 394), Мадагаскар (77 из 105), Папуа — Новая Гвинея (57 из 214), Перу (45 из 344), Индия (44 из 316).

## Эндемизм на уровне надотрядов
- Надотряд Ameridelphia — распространены в Новом Свете. Включает отряды Опоссумы и Малобугорчатые

## Эндемизм на уровне отрядов
Почти все отряды млекопитающих представлены по крайней мере на двух континентах. Однако есть и эндемичные отряды, то есть с наиболее ограниченным диапазоном распространения.
- Отряд Ценолесты (Paucituberculata), 1 семейство Ценолестовые (Caenolestidae) — распространены на западе Южной Америки (Анды), от южной Венесуэлы до южного Чили.

- Отряд Микробиотерии (Microbiotheria), обитающие в Южной Америке. 1 вид Соневидный опоссум.

- Отряд Сумчатые кроты (Notoryctemorphia, 1 семейство, 1 род и 2 вида) — Австралия.

- Отряд Хищные сумчатые (Dasyuromorphia) встречаются в Австралии, и на некоторых прилегающих островах (Новой Гвинее, Тасмании).

- Отряд Яйцекладущие (Monotremata). Утконосы и ехидны встречаются в Австралии, и на некоторых прилегающих островах (Новой Гвинее, Тасмании).

- Отряд Прыгунчики (Macroscelidea, 1 семейство, 4 рода и 16 видов) — Африка.

- Отряд Трубкозубые (Tubulidentata, 1 семейство, 1 род и 1 вид) — Африка.

- Отряд Шерстокрылы (Dermoptera, 1 семейство, 2 рода и 2 вида) — Южная Азия (Малайзия, Филиппины).

- Отряд Тупайи (Scandentia, 2 семейства, 4 рода и 20 видов) — в лесах Юго-Восточной Азии: от Индостана и Индокитая до о-вов Малайского архипелага, о. Хайнань и Западных Филиппин.

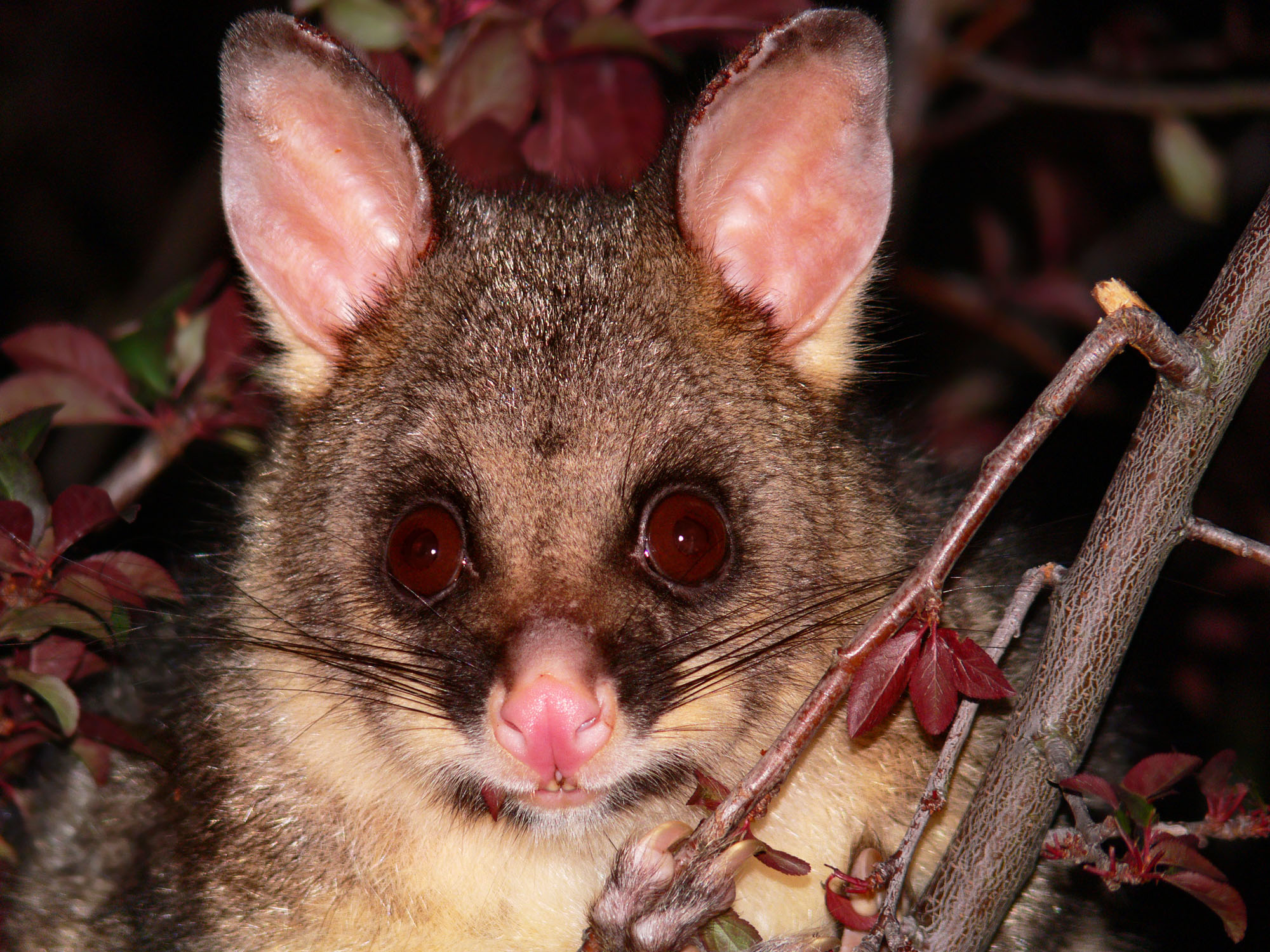
Крысовидные опоссум
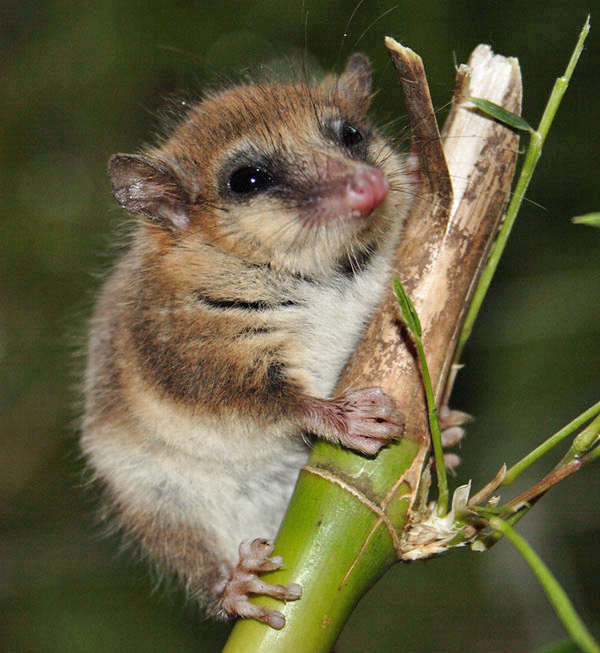
Соневидный опоссум
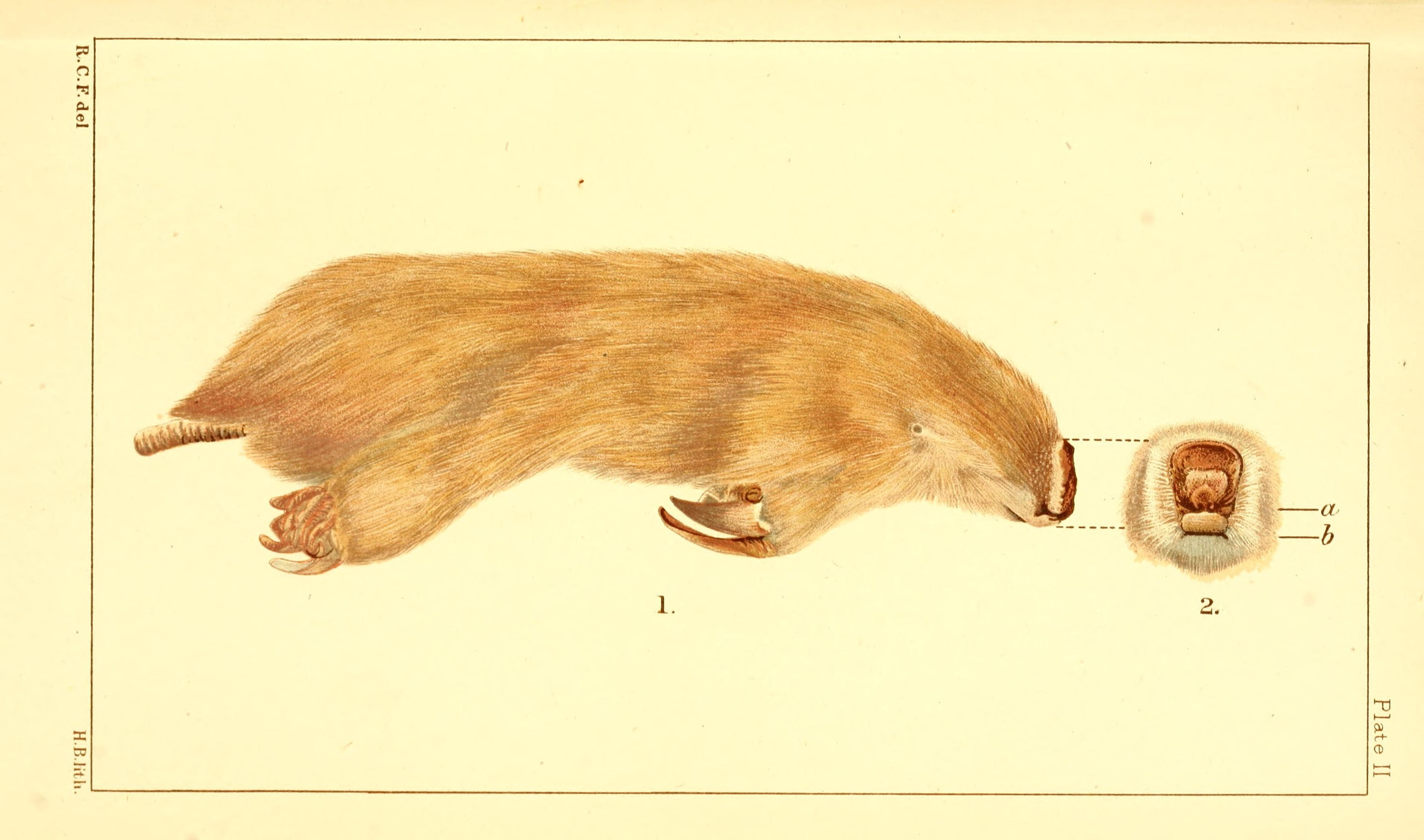
Сумчатые кроты
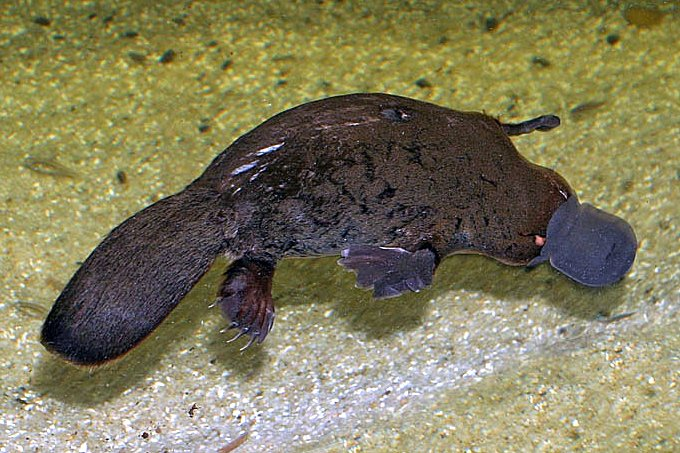
Утконос
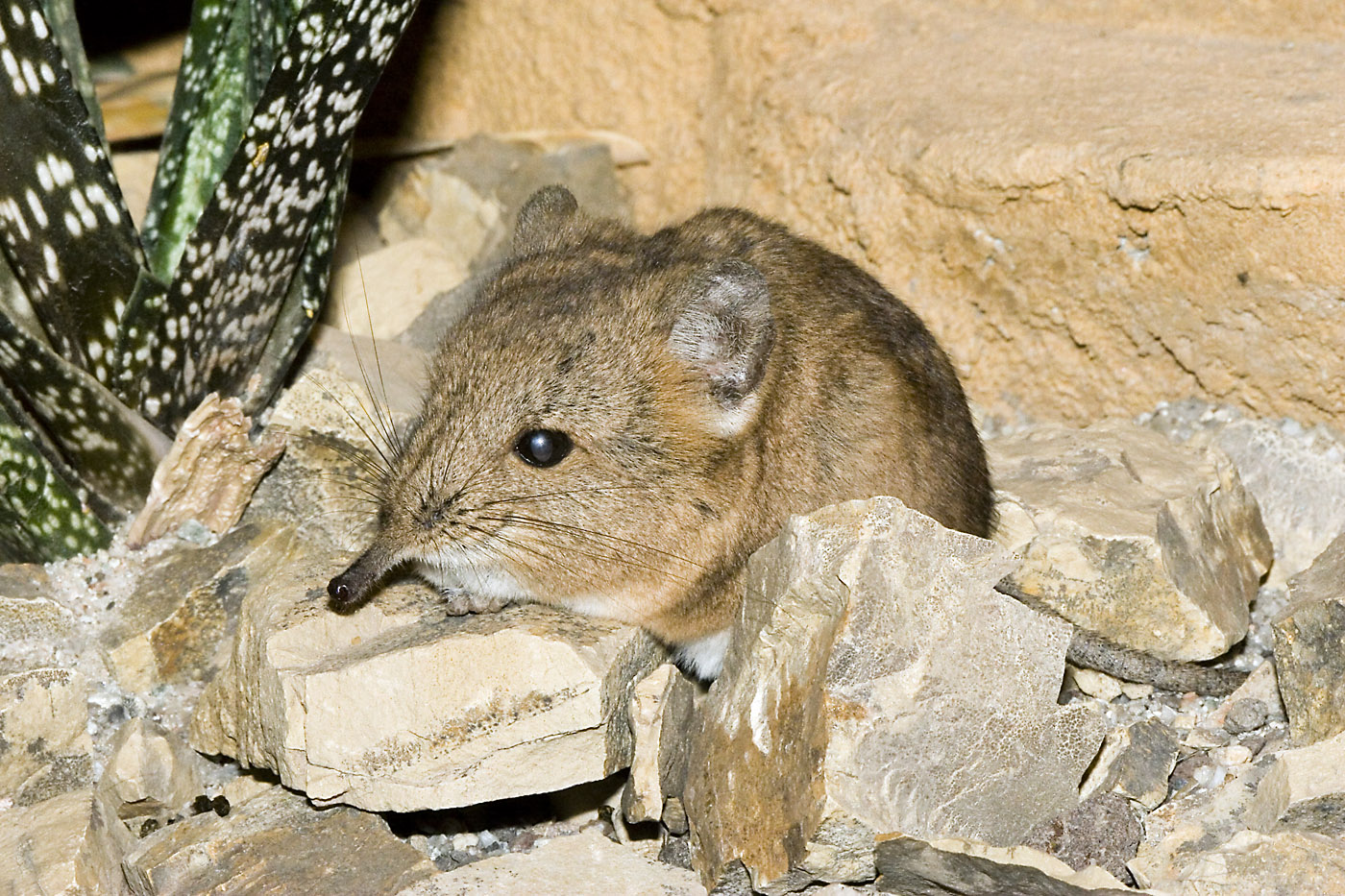
Прыгунчики
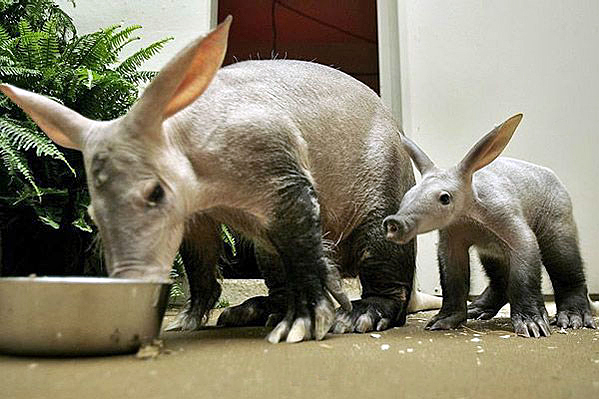
Самка трубкозуба с детёнышем
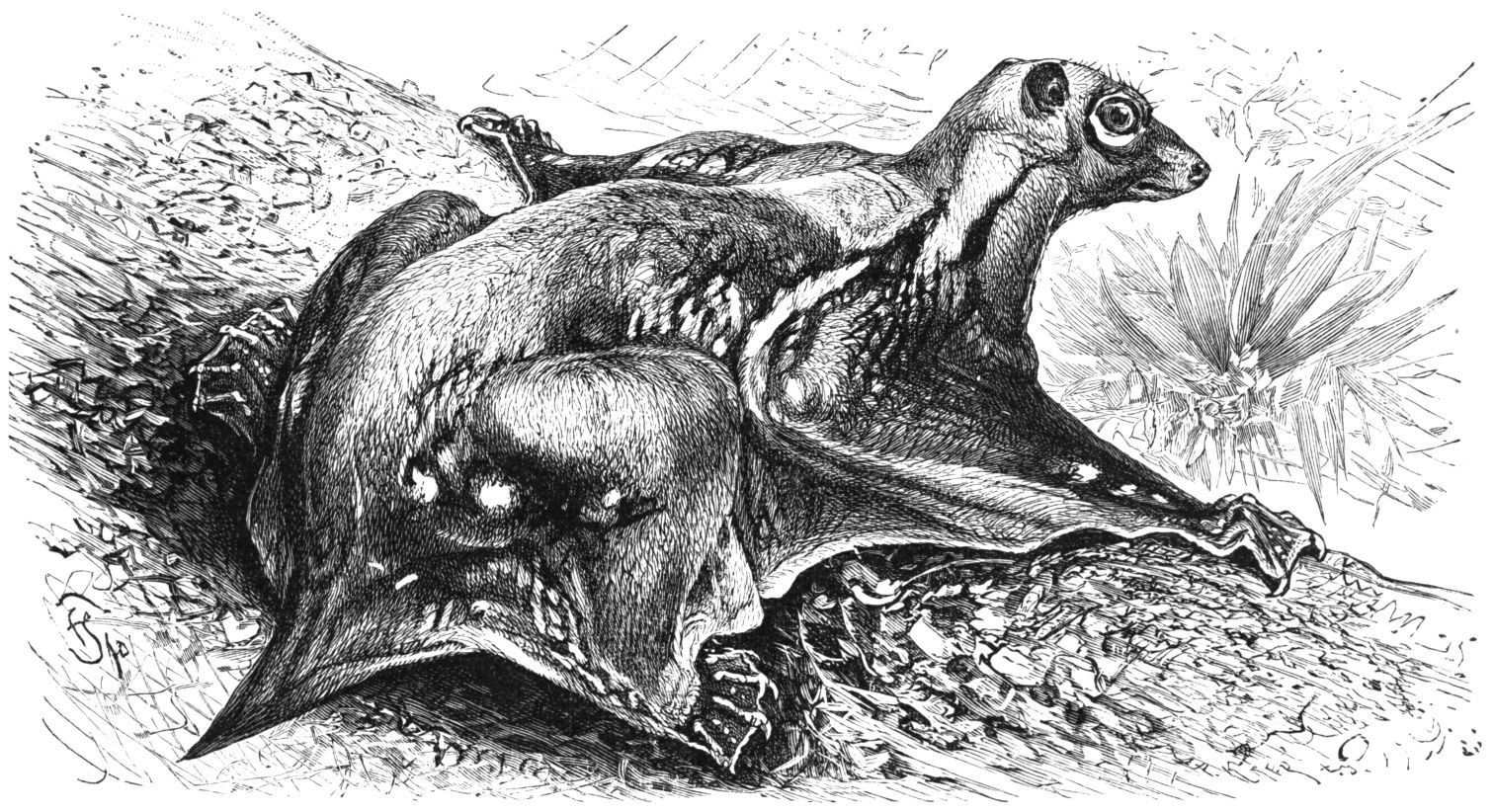
Шерстокрыл
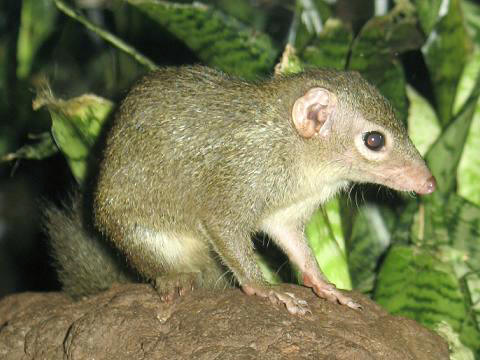
Обыкновенная тупайя

## Эндемизм на уровне семейств
- Семейство Сумчатые волки (Thylacinidae), вымерли. 1 вид — Сумчатый волк, или тилацин (Thylacinus cynocephalus). Остров Тасмания.
- Семейство Сумчатые муравьеды (Myrmecobiidae) 1 вид в Австралии.
- Семейство Вомбаты (Vombatidae) — Австралия.
- Семейство Медведи сумчатые (Phascolarctidae). Коала, или сумчатый медведь (Phascolarctos cinereus) — Австралия.
- Семейство Златокроты (Chrysochloridae). — Африка.
- Семейство Шипохвостые (Anomaluridae). Грызуны сходные с белками-летягами. — Африка.
- Семейство Бегемотовые (Hippopotamidae). 2 вида — Африка.
- Семейство Жирафовые (Giraffidae). 2 вида — Африка.
- Семейство Вилороговые (Antilocapridae). 1 вид — Северная Америка.
- Семейство Лемуровые (Lemuridae). 22 вида — Мадагаскар.
- Семейство Галаговые (Galagonidae). 25 видов — Африка.
- Семейство Руконожковые (Daubentoniidae). 1 вид (Ай-ай, или мадагаскарская руконожка) — Мадагаскар.
- Семейство Индриевые (Indriidae). 11 видов — Мадагаскар.
- Семейство Гиббоновые (Hylobatidae). 11 видов — Юго-восточная Азия.

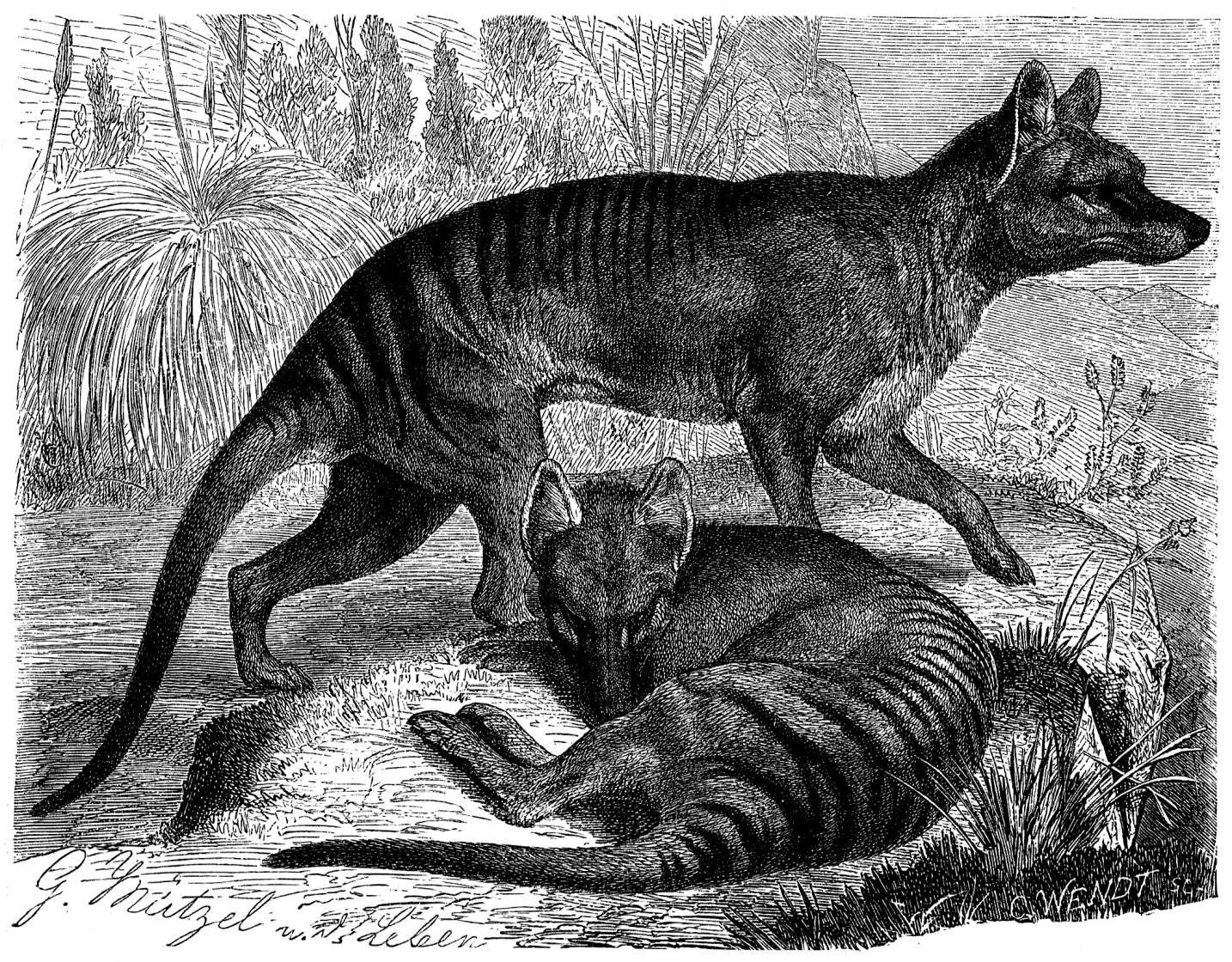
Сумчатый волк
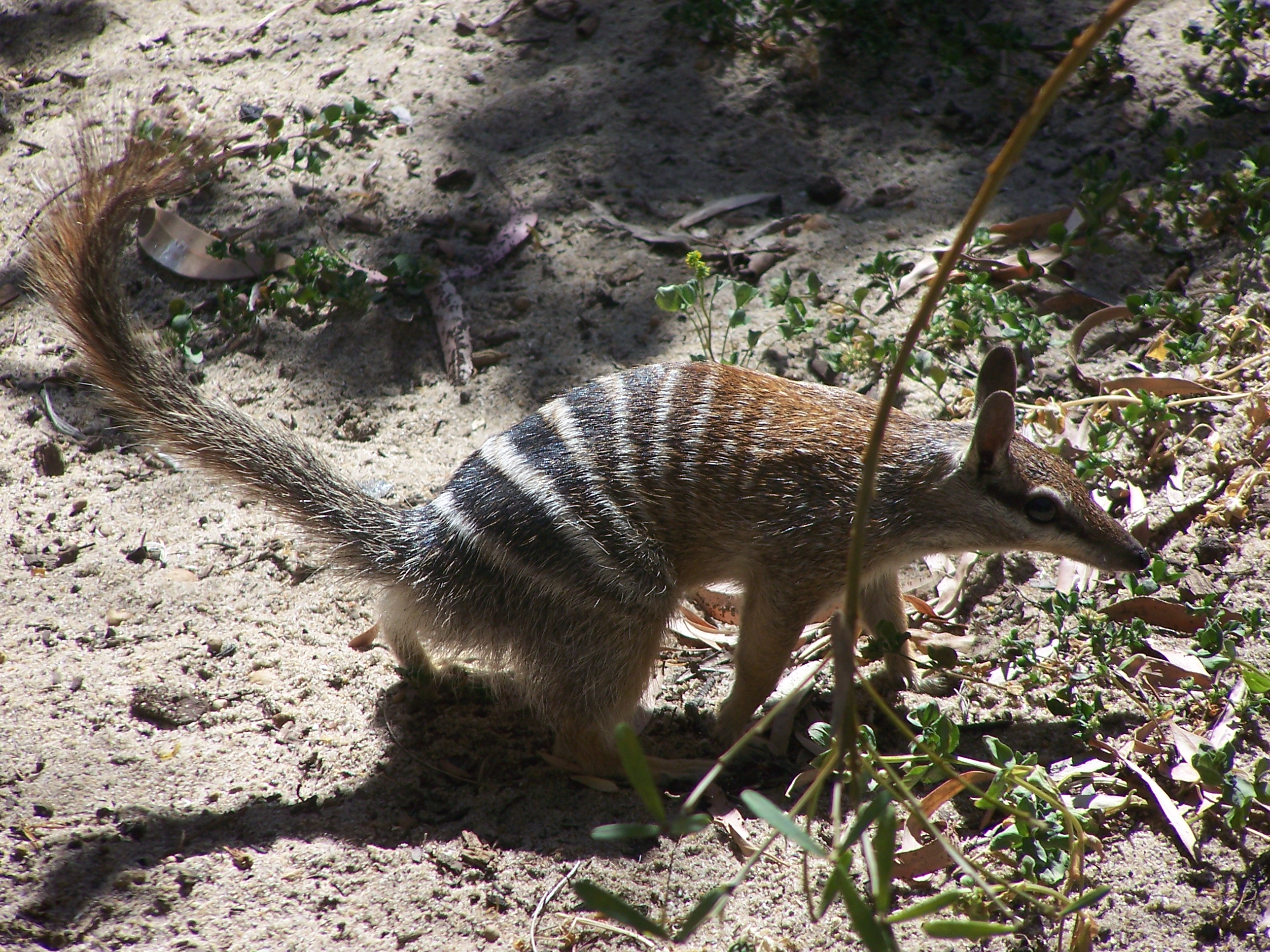
Сумчатый муравьед
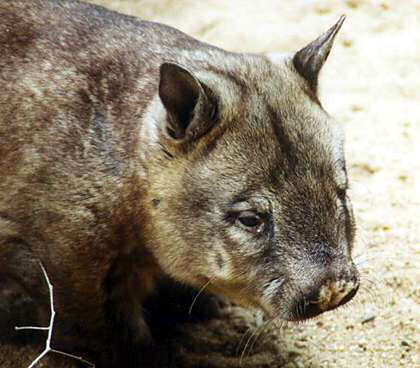
Квинслендский вомбат
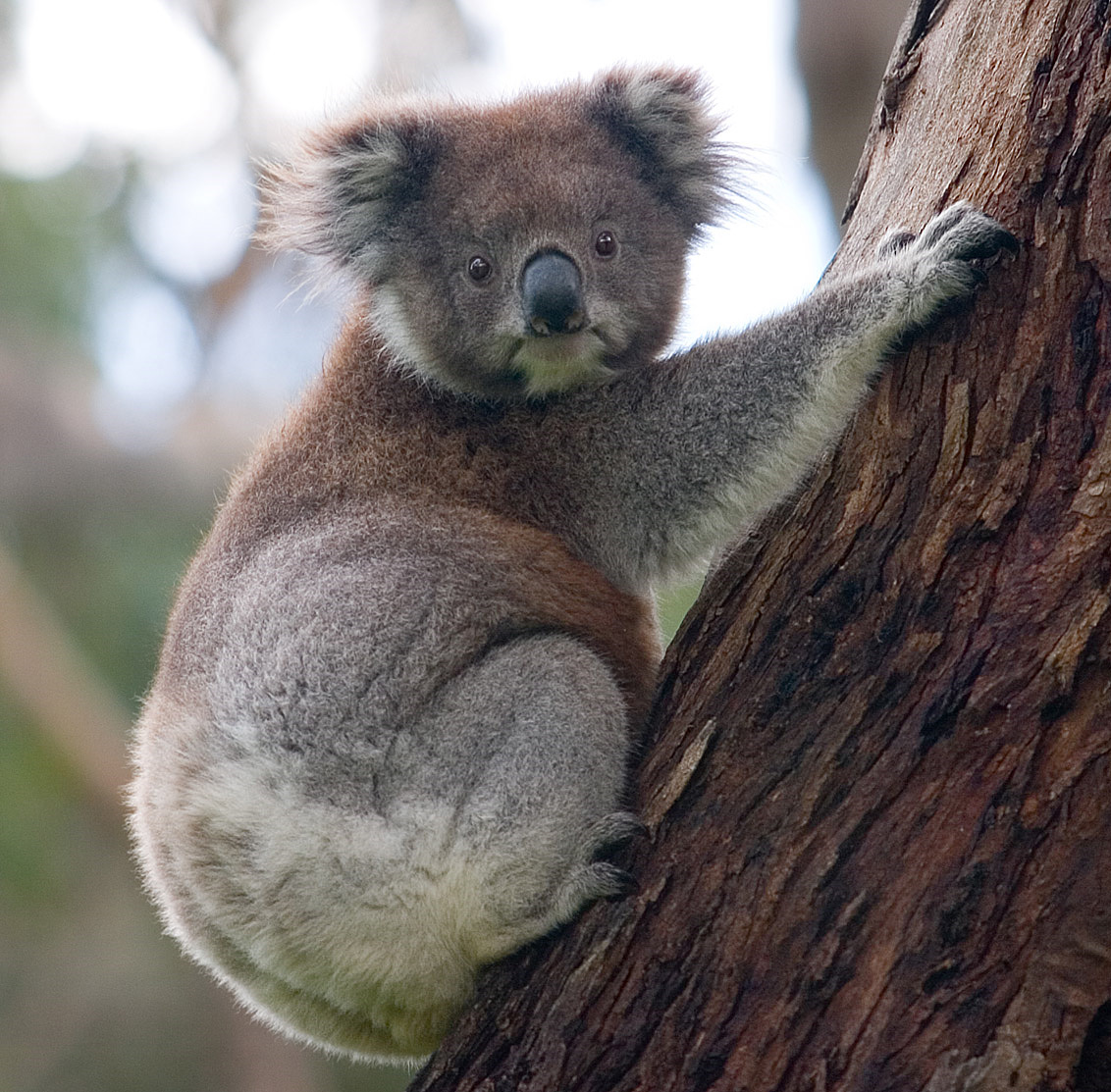
Коала
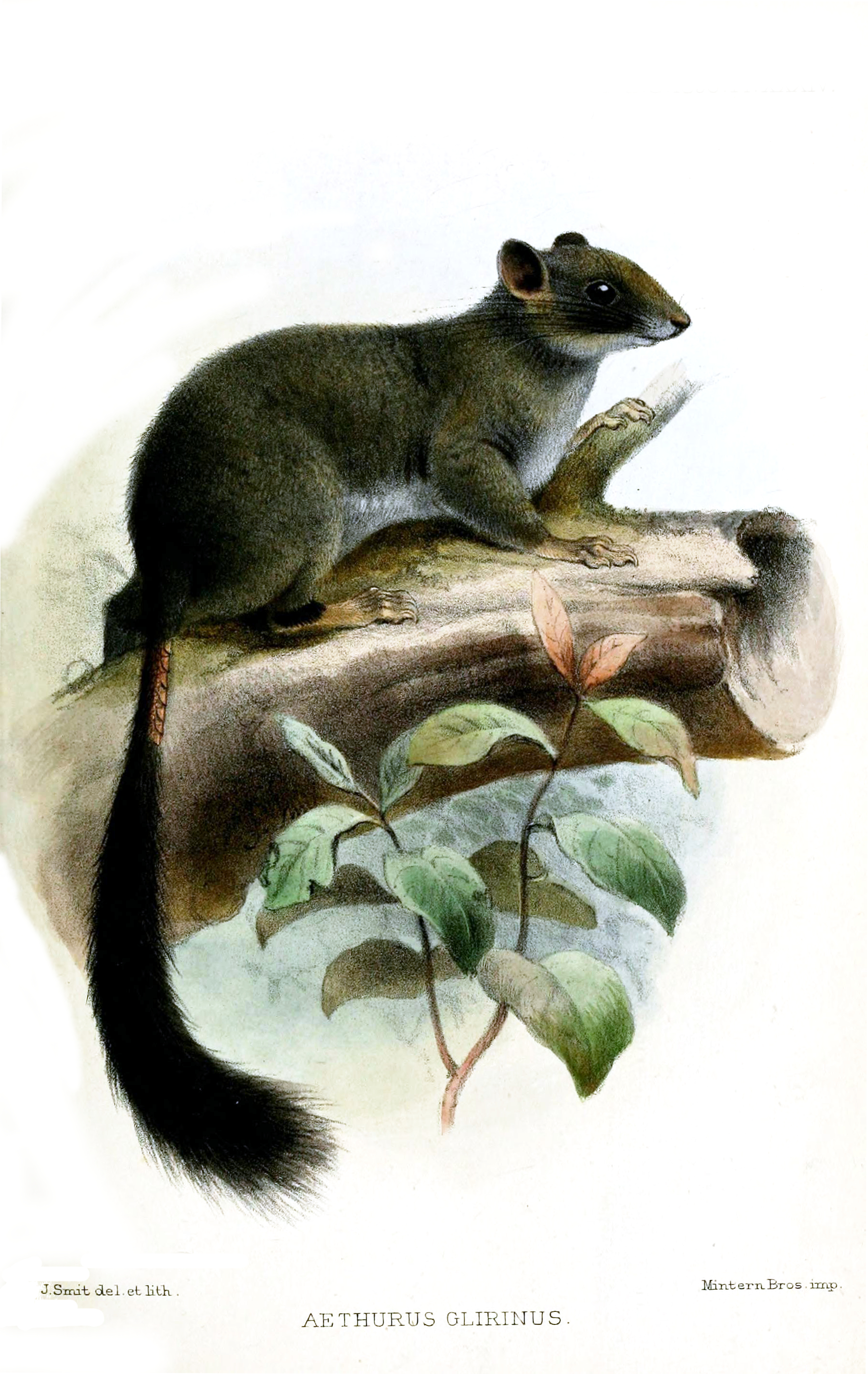
Шипохвостые
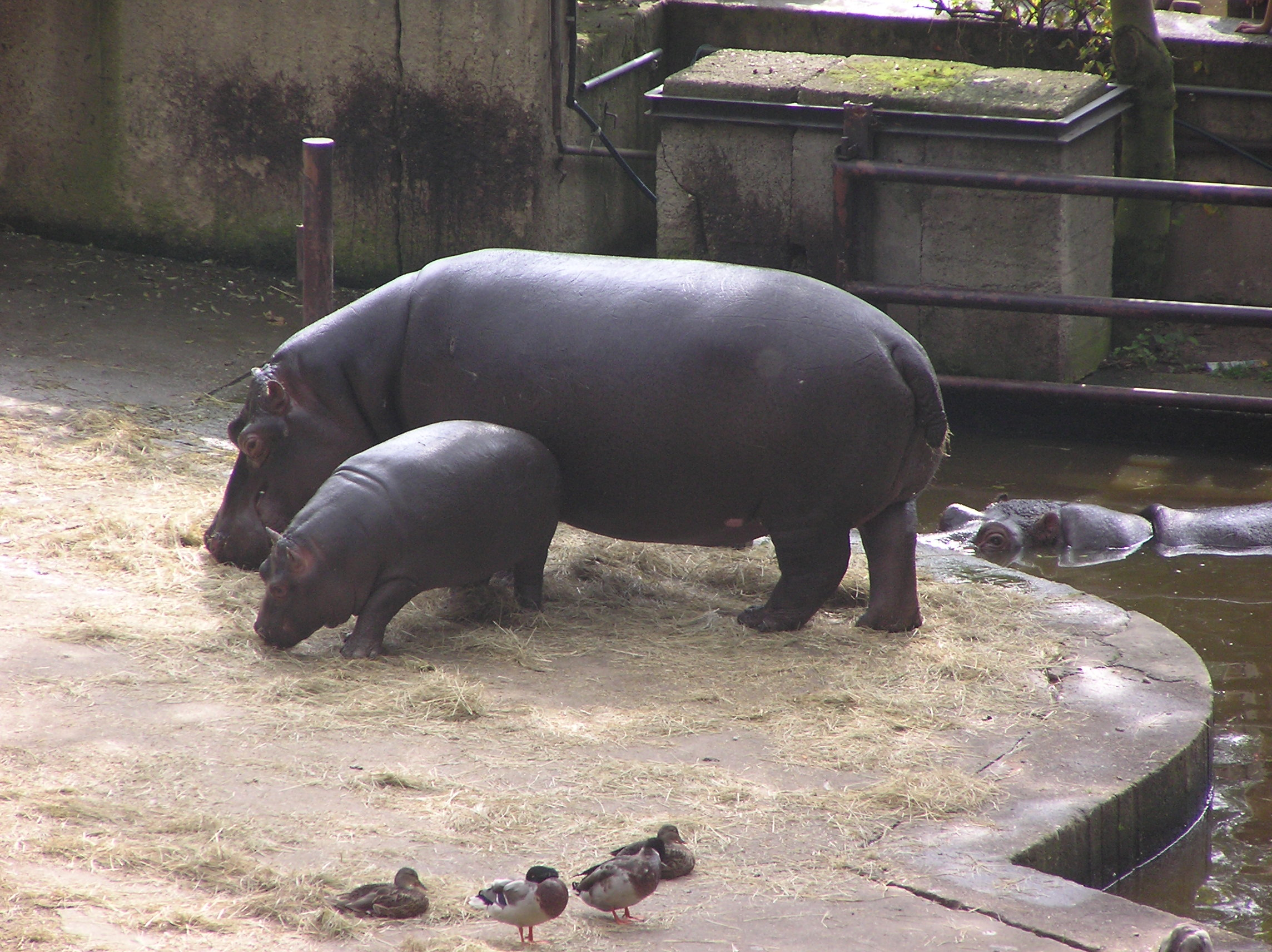
Обыкновенный бегемот
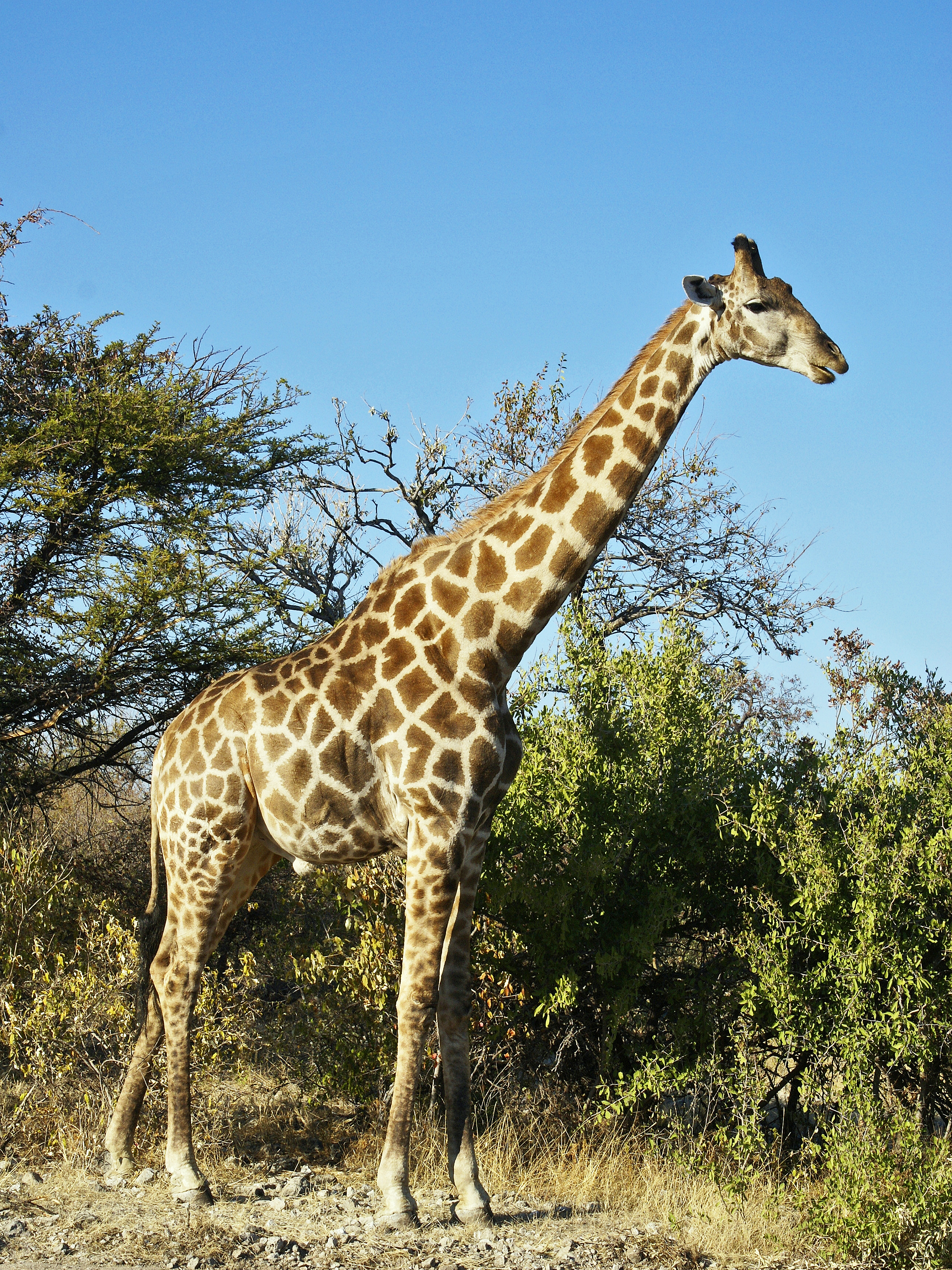
Жираф